# Josep Coromina
Josep Coromina i Feralt (Barcelona 1756 - 1834) fou un dibuixant i gravador català format a l'escola de la Llotja.
Fou l'autor de diverses escarapel·les i fulls polítics, gravats al metall, en favor de Ferran VII d'Espanya.                                                                                         Va ser professor molts anys, amb el parèntesi de la Guerra del Francès, període durant el qual es distingí per la seva postura antinapoleònica. Acabada la guerra, emprengué com a editor i gravador una sèrie d'estampes que reflectien episodis d'aquella lluita.
A la Biblioteca de Catalunya, es conserven algunes de les seves matrius calcogràfiques. Fou un gravador molt versàtil, que es dedicà tant al retrat, com a la composició, la cartografia i a l'estampa tècnica.
Es conserven les obres Goig per a 4 veus i orquestra, Goig per a 4 veus i acompanyament i Mètode per a piano als fons musicals de l'església parroquial de Sant Esteve d'Olot (OloSE).